# Radiostacja Wolna Rosja
Radiostacja "Wolna Rosja" (ros. Pадиостанция "Свободная Россия") – stacja radiowa Ludowo-Pracowniczego Związku Solidarystów Rosyjskich podczas zimnej wojny.
Radiostacja zaczęła działać w grudniu 1950. Utworzyli ją działacze emigracyjnego Związku Ludowo-Pracowniczego Solidarystów Rosyjskich (NTS). Był to nieduży nadajnik radiowy o mocy 38 W, zainstalowany w samochodzie. Obsługiwały go 2 osoby; jedna pełniła funkcję lektora i kierowcy, druga zajmowała się sprawami techmicznymi. Po dotarciu na miejsce nadawania, rozkładano anteny na okolicznych drzewach. Początkowo moc i zasięg radiostacji były nieduże. Od wiosny 1953 wykorzystywano mocniejszy nadajnik radiowy na 2 krytych ciężarówkach. Przewożono na nich też agregat prądotwórczy oraz zestaw części zamiennych i narzędzi. Zwiększyła się liczba osób przeznaczonych do obsługi radiostacji. Powstała stała redakcja i studia radiowe. Dzięki temu zwiększono ilość nadawanych audycji radiowych. Do zadań radiostacji należało: informowanie słuchaczy na terytorium ZSRR o polityce i życiu w ich kraju, instruowanie opozycji antysowieckiej i przekazywanie jej zadań, działanie w kierunku zjednoczenia różnych grup opozycyjnych, utrzymywanie kontaktu pomiędzy kierownictwem NTS i członkami organizacji działającymi nielegalnie w Związku Sowieckim, przekazywanie informacji o nauce Cerkwi prawosławnej. Podczas powstania węgierskiego w 1956 nadawano audycje nieprzerwanie przez 24 godziny na dobę, nie tylko po rosyjsku, ale też po węgiersku. Rosnący wpływ radiostacji Wolna Rosja doprowadził do kontrakcji ze strony Sowietów. Po pierwsze, zagłuszano audycje na terytorium ZSRR. Poza tym przeprowadzono w RFN akcje terrorystyczne. Latem 1958 agenci KGB wysadzili w powietrze pomieszczenie dla obsługi i służby obserwacyjnej radiostacji w miasteczku Sprendlingen. Latem 1963 w rejonie studia radiowego wybuchły kolejne podłożone bomby. Nie udało się jednak dzięki temu zlikwidować radiostacji. Dopiero dyplomatyczne interwencje ZSRR zmusiły władze zachodnioniemieckie do zamknięcia radiostacji w 1972.